# 圣莱奥帕丹多日
圣莱奥帕丹多日（法語：Saint-Léopardin-d'Augy，法語發音：[sɛ̃ leɔpaʁdɛ̃ doʒi]）是法国阿列省的一个市镇，位于该省北部，属于穆兰区。

## 地理
圣莱奥帕丹多日（46°40'59"N, 3°6'14"E）面积39.59 平方千米，位于法国奥弗涅-罗讷-阿尔卑斯大区阿列省，该省份为法国中部省份，北起涅夫勒省、西北接谢尔省，西南至克勒兹省，南至多姆山省，东南临卢瓦尔省，东临索恩-卢瓦尔省。
与圣莱奥帕丹多日接壤的市镇（或旧市镇、城区）包括：欧比尼、库宗、弗朗谢斯、利穆瓦斯、勒沃德尔、尚特奈圣安贝尔、利夫里。
圣莱奥帕丹多日的时区为UTC+01:00、UTC+02:00（夏令时）。

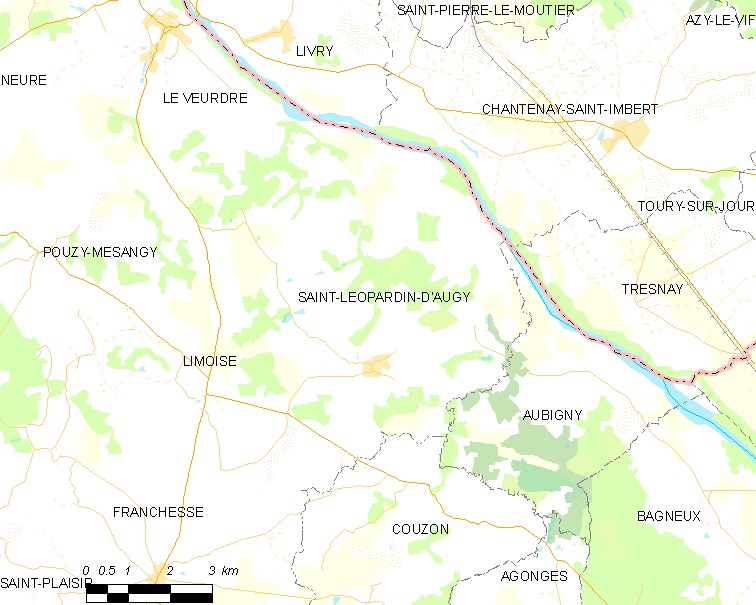
圣莱奥帕丹多日的OSM定位图

## 行政
圣莱奥帕丹多日的邮政编码为03160，INSEE市镇编码为03241。

## 政治
圣莱奥帕丹多日所属的省级选区为波旁拉尔尚博县。

## 人口

1962-2008年间圣莱奥帕丹多日人口变化图示

圣莱奥帕丹多日于2022年1月1日时的人口数量为364人。